# Малая Сосьва (заповедник)

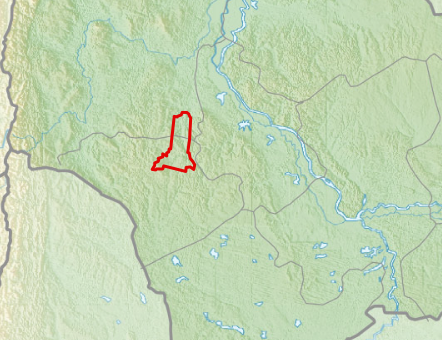

Федеральное государственное бюджетное учреждение «Государственный природный заповедник «Малая Сосьва» имени В. В. Раевского» — государственный природный заповедник в долине реки Малая Сосьва. Расположен на территории Советского и Берёзовского районов Ханты-Мансийского автономного округа России.

## Истоки
Заповедник является преемником первого созданного в крае Кондо-Сосьвинского государственного заповедника, существовавшего с 1929 по 1951 гг. на  площади около 800 тыс. га. Первоначально он назывался Северо-Уральским государственным боброво-соболиным охотничьим заповедником и был организован 26 апреля 1929 года постановлением Коллегии Наркомзёма РСФСР. Это был первый заповедник, созданный с целью сохранения типичного промыслового комплекса западно-сибирской тайги и восстановления охотничье-промысловых животных северо-запада Сибири. С начала 1930-х годов он стал называться Кондо-Сосьвинским.

## История
Федеральное государственное бюджетное учреждение «Государственный природный заповедник «Малая Сосьва» имени В. В. Раевского» создано 17 февраля 1976 года. Занимает площадь 225 562 га. Заповедник имеет охранную зону общей площадью 160 тыс. га. 
С 1977 г. заповеднику «Малая Сосьва» подчинён Верхне-Кондинский федеральный заказник площадью 241,6 тыс. га. С 1929 года по 1951 год существовал Кондо-Сосвинский государственный заповедник на  площади около 800 тыс. га.

## Климат
Климат характеризуется продолжительной, относительно мягкой зимой и коротким прохладным летом. Среднегодовая температура воздуха — +2 °C. Вегетационный период длится около 130 дней, безморозный — 188 дней. Площадь заповедника: 225 562 га. Абсолютный максимум температуры: +34,3 °C. минимум: −52 °C.
Снежный покров держится 200 дней.
Годовая сумма осадков: 512 мм.
Больше половины их выпадает в тёплое время года (с мая по октябрь).

## Флора и фауна
На территории заповедника зарегистрировано 416 видов сосудистых растений, не менее 150 видов мохообразных, 180 видов лишайников, 255 видов грибов, 40 видов млекопитающих, 212 видов птиц, 1 вид рептилий, 2 вида амфибий, 16 видов рыб.
Широко распространены белка, азиатский бурундук, бурый медведь, соболь, горностай, лось, тетерев, глухарь, рябчик, средняя и обыкновенная бурозубки, кутора, европейский крот и др.

## Директор
- Леонид Фёдорович Сташкевич — с 1976 года по 1981 год, затем стал директором заповедника «Остров Врангеля».
- Валерий Иванович Головков — с 1981 года по март 2013 года
- Борис Витальевич Предит — с  27 марта 2013 года

## Адрес
628242, Ханты-Мансийский автономный округ — Югра, Советский район, г. Советский, ул. Ленина, д. 46.